# Alabamas flagga
Alabamas flagga antogs 1895, och innehåller andreaskorset. Liknande kors fanns på andra nationsflaggan för sydstaterna under det amerikanska inbördeskriget 1861–1865 men det finns ingen uttalad länk till att den ligger till grund för Alabamas flagga. Ett liknande kors finns på Floridas flagga men det är baserat på det burgundiska korset. Alabama blev en av USA:s delstater 1819.

## Guvernörens flagga

Guvernörens flagga sedan 1939
Guvernörens flagga (1868-1939)